# GWR Clase Iron Duke

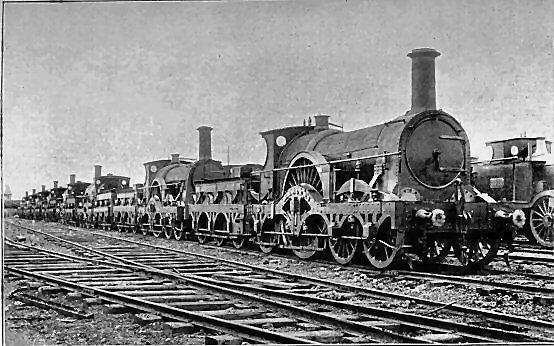
Locomotoras de la Clase Iron Duke esperando ser desguazadas

La  denominación GWR Clase Iron Duke identifica una serie de locomotoras de vapor del tipo 4-2-2 para vías de gran ancho (de 7 pies 1/4 plg (2140 mm)), diseñadas con la finalidad de remolcar los trenes expresos de pasajeros del Great Western Railway. Se comenzaron a fabricar a partir de 1846, y se retiraron del servicio en 1892, con el final de las vías de gran ancho en el Reino Unido.

## Historia
El prototipo de la serie, la Great Western, se construyó como una locomotora 2-2-2 en abril de 1846, pero pronto se transformó a una disposición 4-2-2, con las ruedas delanteras colocadas rígidamente dentro del bastidor de la máquina, en lugar de emplear un bogie con su propio bastidor independiente. El resto de la clase entró en servicio entre abril y julio de 1847.
Las locomotoras Iron Duke fueron rápidas para su época y se registraron alcanzando una velocidad de 78,2 mph (125,9 km/h). Se utilizaron para transportar el tren Flying Dutchman, el expreso más rápido del mundo durante varias décadas. En 1852, el servicio diario entre la estación de Paddington en Londres y Exeter ({situados a 194 millas (312,2 km)) se cubría con una velocidad media de 53 mph (85,3 km/h), con la sección más plana entre Londres y Swindon a una velocidad media de 59 mph (95,0 km/h).
Aproximadamente desde 1865, la Clase Iron Duke pasó a ser conocida como la Clase Alma.
De mayo a julio de 1870, tres locomotoras (Great Britain, Prometheus y Estaffete) se reformaron a fondo, dotándolas con nuevos bastidores y calderas, pero conservando sus nombres originales. Poco después, se construyeron más locomotoras con especificaciones similares, que entraron en servicio entre agosto de 1871 y julio de 1888. Estas nuevas máquinas generalmente se conocen como la Clase Rover. Aunque recibieron los nombres de otras máquinas  del diseño original ya retiradas, no fueron reconstruidas a partir de ellas como las tres primeras, sino que fueron locomotoras completamente nuevas (aunque se cree que las máquinas Rover, Swallow y Balaklava pudieron haber incluido algunas partes de las locomotoras anteriores con los mismos nombres).
Aparte de las tres conversiones, las locomotoras originales se retiraron entre diciembre de 1870 y junio de 1884. El GWR conservó inicialmente la Lord of the Isles (la última en retirarse) en los Talleres de Swindon, pero finalmente se desguazó en enero de 1906 debido al reducido espacio disponible en las instalaciones. Las tres máquinas reformadas se retiraron entre septiembre de 1880 y octubre de 1887, mientras que las otras locomotoras con el diseño posterior se dieron de baja con el final en mayo de 1892 de las vías de gran ancho (de 7 pies 1/4 plg (2140 mm)) utilizadas por el GWR (excepto la Hirondelle, que ya se había retirado en diciembre de 1890).
Muchas de las placas de identificación se pueden ver en el Museo Nacional del Ferrocarril de York y en el Museo del Great Western Railway, mientras que las ruedas motrices de la Lord of the Isles también se pueden ver en Swindon.

## Locomotoras

### Great Western (2-2-2)
El prototipo de esta clase se denominó Great Western y se construyó en 1846. Nombrado en honor de la compañía de ferrocarril a la que pertenecía, fue diseñada para demostrar cómo se podían mejorar las locomotoras expresas (2-2-2). Sus ruedas motrices de 8 pies (2,438 m) de diámetro eran 1 pie (305 mm) más grandes que las de la exitosa Clase Fire Fly. Rompió su eje principal después de un breve período de servicio, y posteriormente fue reconstruida como una 4-2-2, convirtiéndose en parte de la Clase Iron Duke.

### Clase Iron Duke

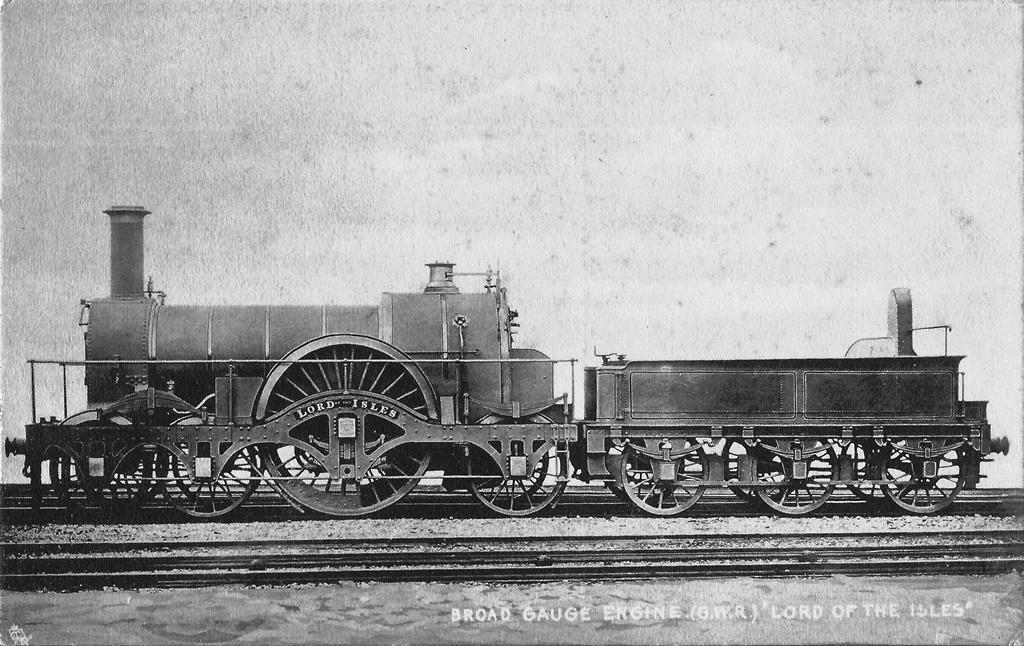
Locomotora Lord of the Isles

| Nombre            | Construida | Desguazada | Detalles e información |
| ----------------- | ---------- | ---------- | --- |
| Great Western     | 1846       | 1870       | Reconstruida a partir de la primera locomotora prototipo 2-2-2, con distancia entre ejes de 18 pies 11+1/2 plg (5,779 m). Nombre de la compañía ferroviaria propietaria de la locomotora, el Great Western Railway, y del primer barco de vapor de Brunel, el Great Western de 1838. |
| Great Britain     | 1847       | 1880       | Locomotora de segunda producción, de los primeros lotes construidos, con batalla de 18 pies 6 plg (5,639 m). Nombre del país, Gran Bretaña, y el de un barco de vapor de Brunel, el SS Great Britain de 1843. |
| Iron Duke         | 1847       | 1871       | De uno de los primeros lotes construidos, con una distancia entre ejes de 18 pies 6 plg (5,639 m). Iron Duke era una referencia al Duque de Wellington. |
| Emperor           | 1847       | 1873       | De uno de los primeros lotes construidos, con una distancia entre ejes de 18 pies 6 plg (5,639 m). Un emperador es el gobernante de un imperio. |
| Lightning         | 1847       | 1878       | De uno de los primeros lotes construidos, con una distancia entre ejes de 18 pies 6 plg (5,639 m). Su nombre significa relámpago, una descarga rápida y poderosa de energía electrostática de las nubes. |
| Pasha             | 1847       | 1876       | De uno de los primeros lotes construidos, con una distancia entre ejes de 18 pies 6 plg (5,639 m). Un pachá es un cacique turco. |
| Sultan            | 1847       | 1874       | De uno de los primeros lotes construidos, con una distancia entre ejes de 18 pies 6 plg (5,639 m). Involucrada en un accidente en Ealling: chocó contra unos vagones de mercancías que estaban siendo maniobrados y murieron seis pasajeros. Un sultán es un gobernante musulmán. |
| Courier           | 1848       | 1877       | Un correo es una persona que lleva paquetes. |
| Dragon            | 1848       | 1872       | Un dragón es un tipo de animal mitológico. |
| Hirondelle        | 1848       | 1873       | 'hirondelle' significa golondrina en francés. |
| Rougemont         | 1848       | 1879       | Rougemont Castle es un lugar de interés histórico en Exeter, dentro de la región donde operaba el GWR. |
| Tartar            | 1848       | 1876       | Un tártaro es un habitante de Europa del Este de lengua túrquica. |
| Warlock           | 1848       | 1874       | Un Warlock es un tipo de brujo. |
| Wizard            | 1848       | 1875       | Un wizard es un mago o hechicero tradicional. |
| Swallow           | 1849       | 1871       | Una golondrina es un pájaro de vuelo rápido. |
| Timour            | 1849       | 1871       | Timour, también conocido como Tamerlán, fue un gobernante de Asia central del siglo XIV. |
| Tornado           | 1849       | 1881       | Un tornado es un viento poderoso. |
| Estafette         | 1850       | 1884       | Reconstruida en 1870 con una nueva caldera y su distancia entre ejes aumentada a 19 pies. 'Estafette' en francés significa mensajero militar. |
| Perseus           | 1850       | 1880       | Perseo era un personaje de la mitología griega. |
| Prometheus        | 1850       | 1887       | La caldera de la Prometheus explotó en los cobertizos de locomotoras en Westbourne Park, en las afueras de la Estación de Paddington, el día 11/8/1862. Reconstruida en 1870 con una nueva caldera y su distancia entre ejes aumentada a 19 pies, era similar a las máquinas de la Clase Rover presentadas al año siguiente. Prometeo era un personaje de la mitología griega. |
| Rover             | 1850       | 1871       | Un rover es un vagabundo. |
| Amazon            | 1851       | 1877       | Las amazonas eran una tribu mítica de mujeres guerreras. |
| Lord of the Isles | 1851       | 1884       | Antes de entrar en servicio, se le dio el nombre de Charles Russell, en honor a un director del GWR. Expuesta en la Gran Exposición de Londres, al año siguiente remolcó el tren de inspección desde la estación de Paddington a la de Birmingham Snow Hill y estuvo involucrada en una colisión en la estación de Aynho cuando chocó contra la parte trasera de un tren que se detenía y descarriló. Varias personas resultaron gravemente heridas. Estaba siendo conducida en ese momento por Brunel y por Daniel Gooch. Después de ser retirada en 1884, la locomotora se almacenó en los Talleres de Swindon hasta 1906. Durante este tiempo se exhibió en Edimburgo en 1890, Chicago en 1893 y Earls Court (Londres) en 1897. Cuando se exhibió, se afirmó que entre 1851 y julio de 1881 estuvo en servicio continuo y completó 789 300 millas (1 270 300 km) con su caldera original. Señor de las Islas era un título hereditario de la nobleza escocesa, otorgado al hijo mayor del monarca británico. |
| Alma              | 1854       | 1872       | Conmemora la batalla del río Almá en la Guerra de Crimea (1854). |
| Balaklava         | 1854       | 1871       | Conmemora la batalla de Balaclava en la Guerra de Crimea (1854). |
| Crimea            | 1855       | 1876       | Conmemora la Guerra de Crimea (1853 a 1856). |
| Eupatoria         | 1855       | 1876       | Conmemora la batalla de Eupatoria en la Guerra de Crimea (1855). |
| Inkermann         | 1855       | 1877       | Conmemora la batalla de Inkerman en la Guerra de Crimea (1854). |
| Kertch            | 1855       | 1872       | Conmemora la captura de Kertch durante la Guerra de Crimea (1855). |
| Sebastopol        | 1855       | 1880       | Conmemora el sitio de Sebastopol durante la Guerra de Crimea (1854–1855). |

### Clase Rover

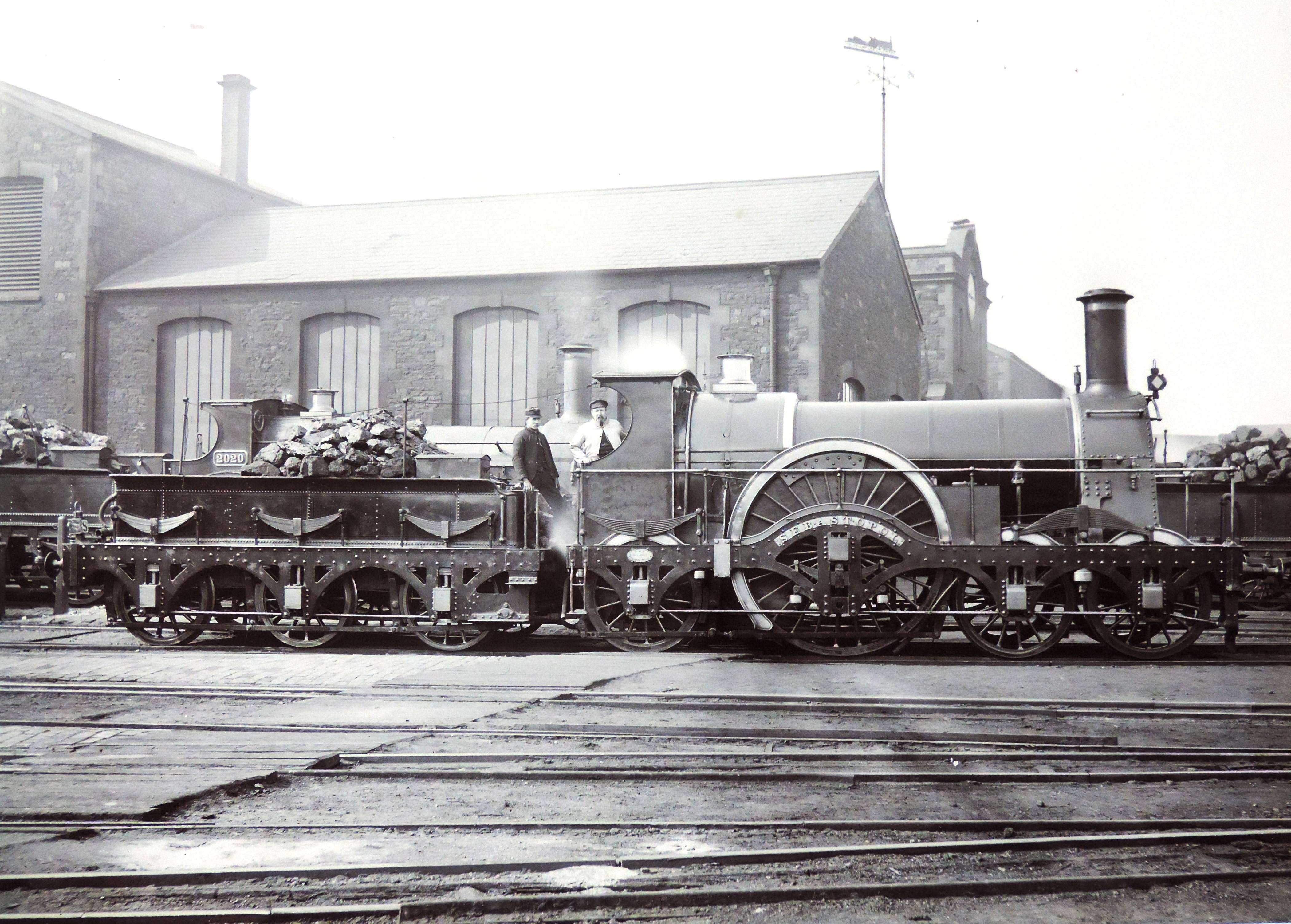
Locomotora Sebastopol

| Nombre        | Construcción | Desguace | Detalles e información |
| ------------- | ------------ | -------- | --- |
| Balaklava     | 1871         | 1892     | Nombre reutilizado de la locomotora de la Clase Iron Duke retirada en 1875 (véase arriba para más detalles). |
| Hirondelle    | 1871         | 1890     | Nombre reutilizado de la locomotora de la Clase Iron Duke retirada en 1873 (véase arriba para más detalles). |
| Iron Duke     | 1873         | 1892     | Nombre reutilizado de la locomotora de la Clase Iron Duke retirada en 1871 (véase arriba para más detalles). |
| Timour        | 1873         | 1892     | Nombre reutilizado de la locomotora de la Clase Iron Duke retirada en 1871 (véase arriba para más detalles). |
| Sultan        | 1876         | 1892     | Nombre reutilizado de la locomotora de la Clase Iron Duke retirada en 1874 (véase arriba para más detalles). |
| Tartar        | 1876         | 1892     | Nombre reutilizado de la locomotora de la Clase Iron Duke retirada en 1876 (véase arriba para más detalles). |
| Warlock       | 1876         | 1892     | Nombre reutilizado de la locomotora de la Clase Iron Duke retirada en 1874 (véase arriba para más detalles). |
| Amazon        | 1878         | 1892     | Nombre reutilizado de la locomotora de la Clase Iron Duke retirada en 1877 (véase arriba para más detalles). |
| Courier       | 1878         | 1892     | Nombre reutilizado de la locomotora de la Clase Iron Duke retirada en 1877 (véase arriba para más detalles). |
| Crimea        | 1878         | 1892     | Nombre reutilizado de la locomotora de la Clase Iron Duke retirada en 1876 (véase arriba para más detalles). |
| Eupatoria     | 1878         | 1892     | Nombre reutilizado de la locomotora de la Clase Iron Duke retirada en 1876 (véase arriba para más detalles). |
| Inkermann     | 1878         | 1892     | Nombre reutilizado de la locomotora de la Clase Iron Duke retirada en 1877 (véase arriba para más detalles). |
| Lightning     | 1878         | 1892     | Nombre reutilizado de la locomotora de la Clase Iron Duke retirada en 1878 (véase arriba para más detalles). |
| Alma          | 1880         | 1892     | Nombre reutilizado de la locomotora de la Clase Iron Duke retirada en 1872 (véase arriba para más detalles). |
| Bulkeley      | 1880         | 1892     | Esta locomotora remolcó el último tren de pasajeros de vía de gran ancho que salió de la estación de Paddington en la tarde del 20 de mayo de 1892. Una vez en Bristol Temple Meads, regresó desde allí temprano a la mañana siguiente con el último tren de procedente de Penzance, siendo así la última locomotora de vía de gran ancho en remolcar un tren de pasajeros en la línea principal. El nombre, Bulkeley, honra a un antiguo director del Great Western Railway. El nombre había correspondido anteriormente a una locomotora de la Clase Sir Watkin 0-6-0T que se había vendido al Ferrocarril del Sur de Devon en 1872. |
| Dragon        | 1880         | 1892     | Nombre reutilizado de la locomotora de la Clase Iron Duke retirada en 1872 (véase arriba para más detalles). |
| Emperor       | 1880         | 1892     | Nombre reutilizado de la locomotora de la Clase Iron Duke retirada en 1873 (véase arriba para más detalles). |
| Great Britain | 1880         | 1892     | Nombre reutilizado de la locomotora de la Clase Iron Duke retirada en 1880 (véase arriba para más detalles). |
| Sebastopol    | 1880         | 1892     | Nombre reutilizado de la locomotora de la Clase Iron Duke retirada en 1880 (véase arriba para más detalles). |
| Great Western | 1888         | 1892     | La Great Western tuvo el honor de transportar el último servicio del expreso Cornishman en vía de gran ancho desde la estación de Paddington hasta Penzance, aunque se cambiaron las locomotoras en Bristol Temple Meads. El nombre se reutilizó a partir de una locomotora de la Clase Iron Duke retirada en 1870 (véase arriba para más detalles). |
| Prometheus    | 1888         | 1892     | Nombre reutilizado de la locomotora de la Clase Iron Duke retirada en 1887 (véase arriba para más detalles). |
| Tornado       | 1888         | 1892     | Nombre reutilizado de la locomotora de la Clase Iron Duke retirada en 1881 (véase arriba para más detalles). |

### Réplica

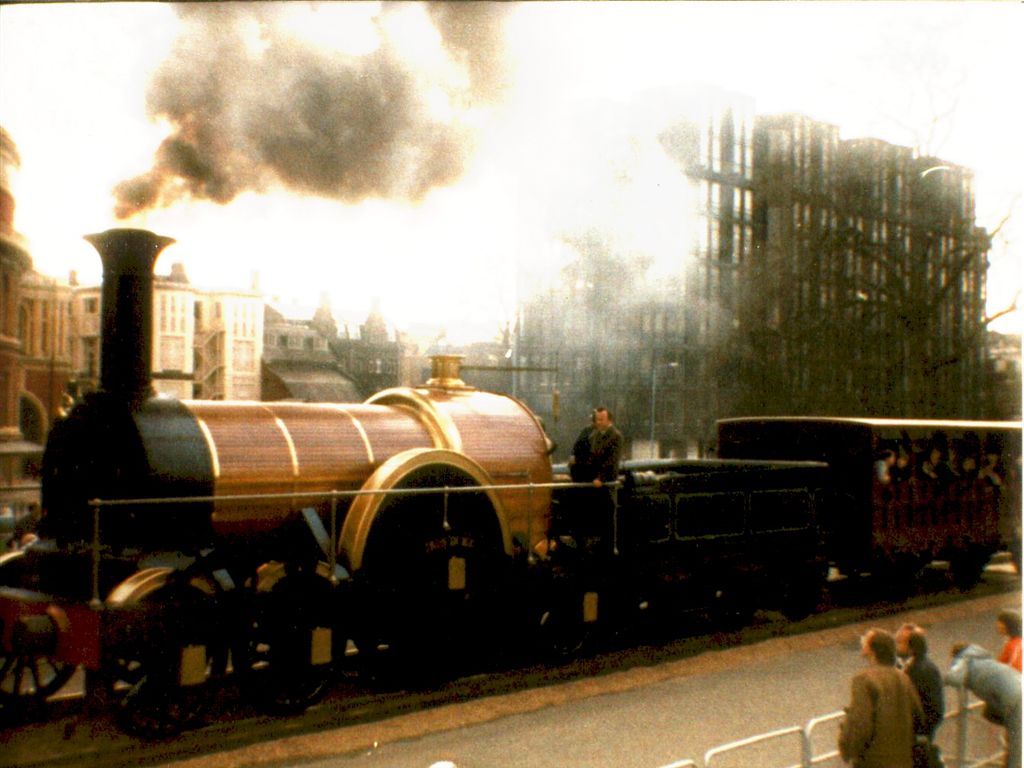
Réplica de la Iron Duke, construida en 1985

En 1985 se construyó una réplica operativa de la Iron Duke, utilizando partes de dos locomotoras tanque Hunslet Austerity para las celebraciones del 150 aniversario del Great Western Railway. Forma parte de la Colección Nacional de Ferrocarriles, pero actualmente se encuentra en préstamo a largo plazo al Centro del Ferrocarril de Didcot, que tiene una sección de vía de gran ancho en funcionamiento. El certificado de la caldera ha caducado, por lo que actualmente no se puede impulsar con la fuerza del vapor.
La réplica apareció en el libro The Railway Series de Thomas and the Great Railway Show, en el que se la representaba con cejas pobladas y un bigote de morsa.